# 王振奇
王振奇（？—1634年），號石鲸，江西省吉安府安福县籍廬陵縣（今江西吉安市）人，明朝末期政治人物、萬曆進士。

## 生平
萬曆四十六年（1618年）戊午科江西鄉試舉人，四十七年，联登己未科二甲四十一名進士，刑部觀政，天啓元年（1621年）授工部营缮司主事，四年升屯田司员外郎，本年調禮部主客司员外郎，升郎中，五年升四川布政使司右參議、提督學政。崇禎元年（1628年）升陕西按察司副使，四年補陕西固原右参政，六年升任陕西清軍道按察使，升右僉都御史，巡撫寧夏地方。

## 家族
曾祖王兆。祖父王綸。父亲王三重，庠生。
振奇次子王藹，娶劉鐸之女劉淑英。